# Michael W. Young
Michael W. Young (Miami, Florida; 28 de marzo de 1949) es un genetista y biólogo estadounidense.
Durante su estancia en la Universidad Rockefeller, su laboratorio realizó importantes aportaciones en el campo de la cronobiología, identificando los genes periodos asociados a la regulación del reloj interno. El laboratorio de Young también se atribuye al descubrimiento de genes dubletime, lo que permitió descubrir la proteína DBT que tiene la tarea de retrasar la acumulación de la proteína PER.
Ganó el premio Nobel de Fisiología y Medicina en 2017 junto a Jeffrey C. Hall y Michael Rosbash "por sus descubrimientos de mecanismos moleculares que controlan el ritmo circadiaco".